# Vit ibis
Vit ibis (Eudocimus albus) är en fågel i familjen ibisar inom ordningen pelikanfåglar.

## Utseende
Denna ibis är en mellanstor fågel med vit fjäderdräkt, kraftigt rödoranga nedåtböjd näbb och ben och svarta vingspetsar som vanligtvis endast syns när den flyger. Hanen är större och har längre näbb än honan. 

## Utbredning och systematik
Vit ibis förekommer från södra USA till Colombia, Venezuela och Ecuador, Bahamas och Stora Antillerna. Den påträffas från North Carolina och USA:s gulfkust söderut till större delen av den Nya världens tropiska områden.
Häckningsområdet löper längs Mexikanska golfen, USA:s södra Atlantkust och Mexikos och Centralamerikas kuster på båda sidorna. Utanför häckningssäsongen, sträcker sig utbredningsområdet längre in i landet i Nordamerika och till Karibien. Den påträffas också på Sydamerikas nordvästra kust i Colombia och Venezuela. Populationerna i centrala Venezuela överlappar och hybridiserar med röd ibis. En del av auktoriteter klassificerar dessa två arter som en och samma art.
Vit ibis delas idag in i två underarter, där den sydamerikanska populationen urskiljs som ramobustorum.

## Ekologi
Vit ibis lever främst av små vattenlevande djur, som insekter och fisk. I de flesta regionerna föredrar den kräftdjur, men den anpassar dieten till naturtyp och hur vanliga de olika bytesdjuren är. Den söker födan genom att med näbben känna efter byten på bottnen i grunda vatten och gripa tag i dem med näbben när de påträffas. Vanligtvis ser ibisen inte bytet när det fångas.  
Under häckningssäsongen samlas den vita ibisen i enorma kolonier nära vatten. Paren är övervägande monogama och båda föräldrarna tar hand om ungarna, men hanarna kan ibland ändå para sig med andra honor. Detta ökar deras reproduktiva framgång. Hanar har också setts stjäla mat från unga individer och från honor som saknar partner. 
Den vita ibisens beteende har påverkats av ökande koncentrationer av metylkvicksilver som spritt sig i naturen från obehandlat avfall. Exponering för metylkvicksilver förändrar dess hormonnivåer så att reproduktionen minskar.  

## Status och hot
Arten har ett stort utbredningsområde och en stor population med stabil utveckling som inte tros vara utsatt för något substantiellt hot. Utifrån dessa kriterier kategoriserar internationella naturvårdsunionen IUCN arten som livskraftig (LC).

## Bildgalleri

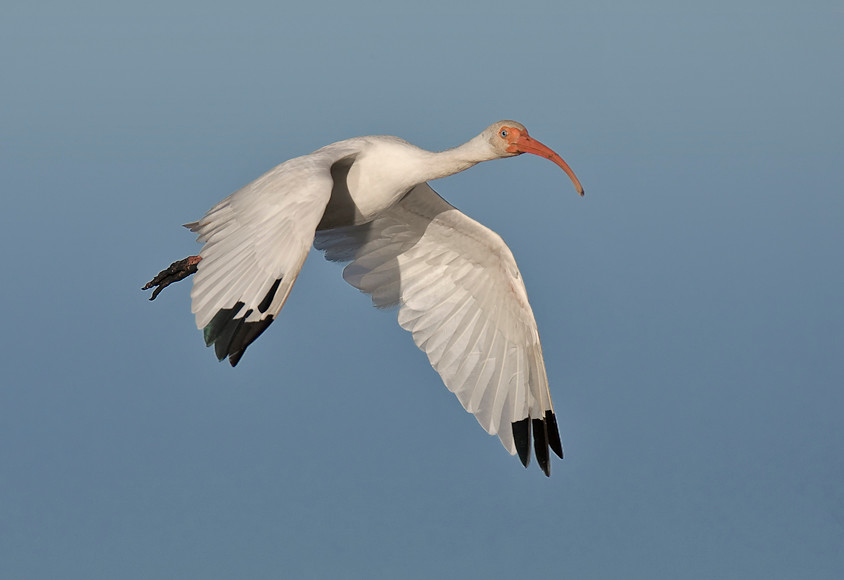
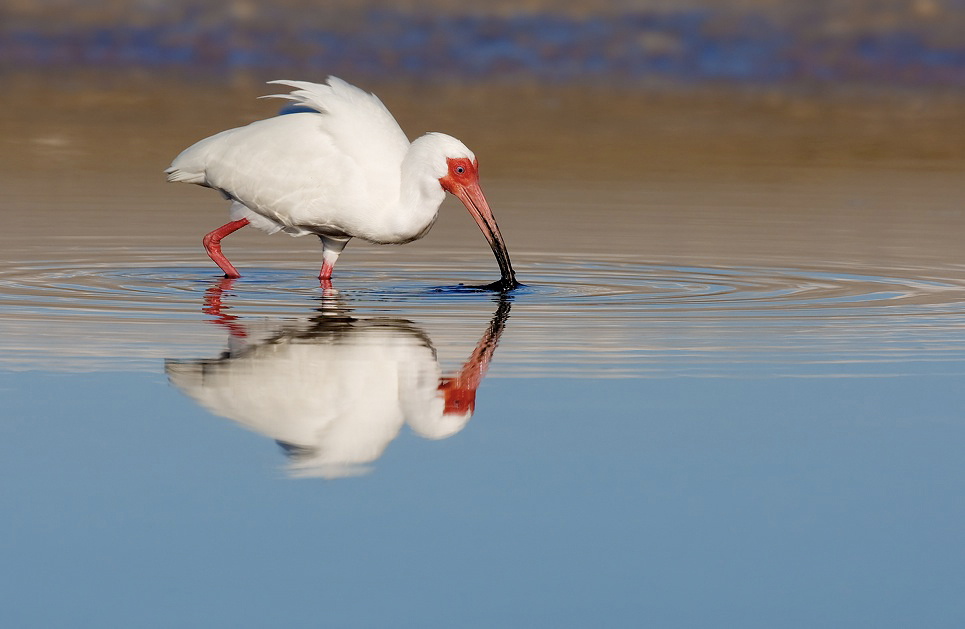
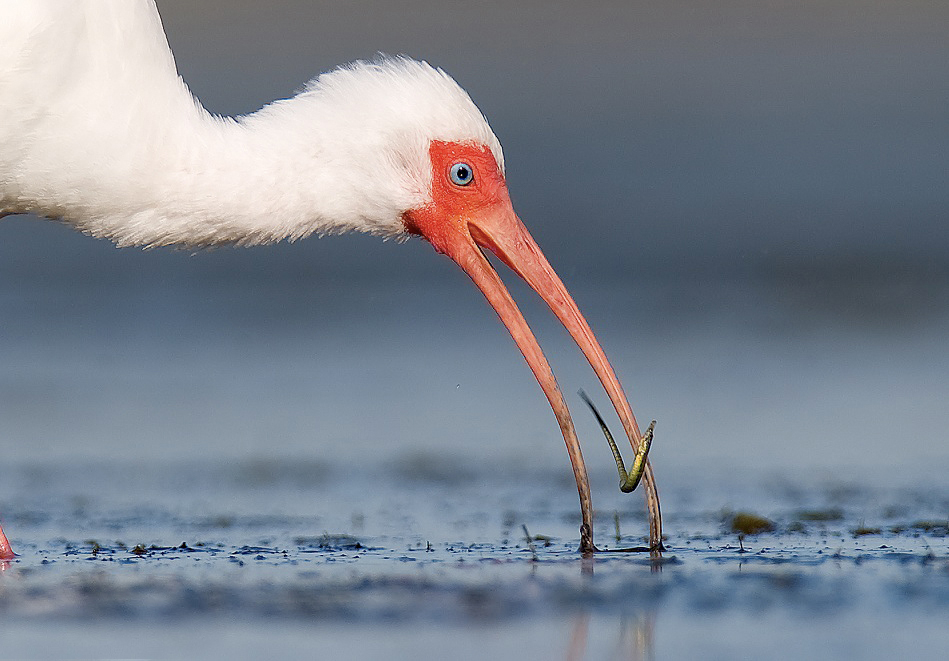
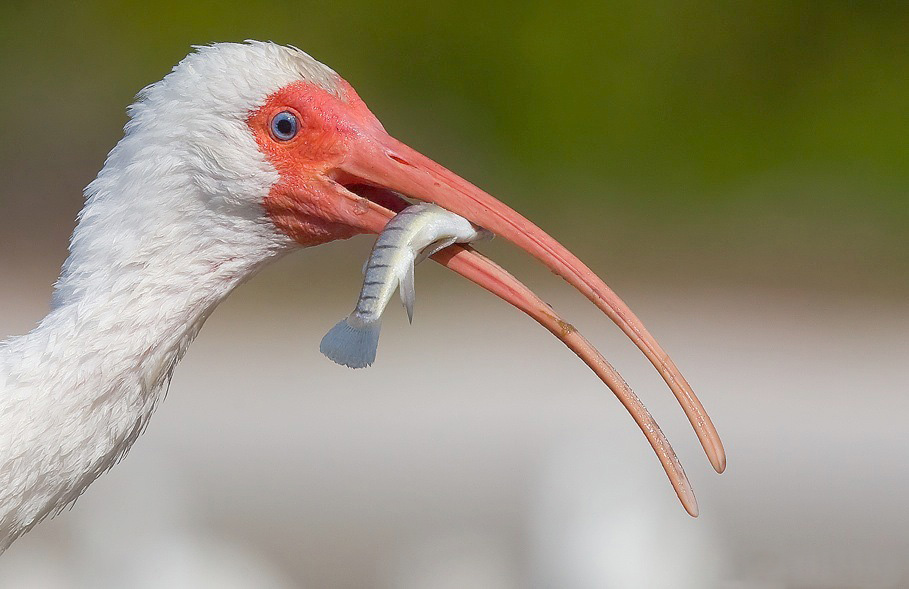